# Passail
Passail é um município da Áustria, situado no distrito de Weiz, no estado da Estíria. Tem 84,91 km² de área e sua população em 2019 foi estimada em 4.411 habitantes.